# PC Magazine
PC Magazine (o PC Mag) es una revista de tecnología informática y electrónica que se publica en línea y anteriormente en papel. La revista está publicada por Ziff-Davis Publishing Holdings Inc. Es una de las publicaciones con más prestigio del sector.
PC Magazine en español está dirigida a México y gran parte de Hispanoamérica.

## Historia
El primer número apareció en enero de 1982. Su nombre era simplemente PC y su periodicidad era mensual. El primer número fue dirigido desde el garaje de Bunnel, su primer editor. Luego de casi un año de publicar la revista, Bunnel aceptó ayuda, y vendió su publicación a Editorial Boston. Al mismo tiempo, el socio capitalista de Bunnel, vendió los derechos de publicación a Ziff Davis.
Luego de la edición de noviembre de 1983, Bunnel renunció, y se fue a Editorial Boston en donde fundó PC World, el rival más grande de PC Magazine. En mayo de 2010 se publicó la última edición en papel de PC Magazine. A partir del mes siguiente se convirtió exclusivamente en una revista digital, a la cual se accede mediante suscripción.

## Directores editoriales
- Karl-Heinz Jentjens (De nuevo, y es el actual)
- Nadia Molina
- Karl-Heinz Jentjens
- Juan Antonio Gallont
- Ángel Bosch Torrano
- Fernando Castellanos
- Mercedes Galindo
- Moisés Cielak
- Pablo Payró

## Descripción
PC Magazine ofrece comentarios y vistas previas de los últimos equipos y programas informáticos que salen al mercado. Contiene artículos de opinión, los cuales llevan la firma de expertos destacados en el campo de las tecnologías de la información, como: Bill Machrone, Karl-Heinz Jentjens K., Javier Matuk, Jim Louderback y John C. Dvorak, cuya columna regular y característica Inside Track de la revista se encuentran entre las atracciones más populares.

## Secciones de la revista
- Unlock: Anteriormente llamado Pipeline, se exponen tendencias análisis y novedades. Suele dividirse en unlock industria, unlock software, unlock internet, unlock historia, unlock hardware, unlock desarrollo, log out y radiopasillo, en donde se expresa John C. Dvorak.

- PC Labs: Anteriormente llamado Primera Vista, es la sección en donde se exponen los resultados de los análisis de los productos inspeccionados en PC Labs. Según la revista este laboratorio independiente es el más grande del mundo. A razón de 745 m² dedicados al laboratorio, cama de pruebas de 600 nodos, 100 mesas de evaluación, 20 servidores dedicados a la web y a archivos, 17,7 km de cable de datos nivel 7 y 4,8 km de fibra óptica.

- Soluciones: Es una de las secciones más antiguas. En ella se tratan artículos para mejorar el aprovechamiento de la PC. También se responden dudas de hardware en la subsección Pregúntale a Loyd.

- Prototipo: En esta se da un vistazo irónico al futuro.